# Parupeneus chrysonemus
Parupeneus chrysonemus Jordan & Evermann, 1903 è un pesce appartenente alla famiglia Mullidae.

## Distribuzione
È una specie demersale che proviene dall'Atollo Johnston e dalle Hawaii. Nuota tra i 20 e i 183 m di profondità in zone sabbiose.

## Descrizione
Il corpo ha una forma appiattita sull'addome, allungata, e raggiunge una lunghezza massima di 19, 6 cm. Vicino alla bocca ci sono dei barbigli rosati o giallastri abbastanza lunghi. Gli adulti sono prevalentemente rossi con il ventre più chiaro, a volte bianco, ed in alcuni esemplari è presente una striscia bianca che passa dall'occhio. La pinna caudale è biforcuta, le due pinne dorsali sono rosse.